# Royal Rumble 2003
Royal Rumble 2003 è stata la sedicesima edizione dell'omonimo pay-per-view di wrestling, prodotto dalla World Wrestling Entertainment. L'evento si è svolto il 19 gennaio 2003 al Fleet Center di Boston. È stata la prima edizione della Royal Rumble ad essere realizzata sotto il marchio WWE, ed è stata la prima edizione a vedere coinvolti il roster di Raw e SmackDown!. La colonna sonora dell'evento è stata Falling Apart dei Trust Company.
Il main event è stato il royal rumble match a 30 uomini che ha incluso entrambi i roster, che è stato vinto da Brock Lesnar dopo aver eliminato per ultimo The Undertaker. L'incontro principale del roster di Raw è stato quello per il World Heavyweight Championship tra il campione Triple H e lo sfidante Scott Steiner, vinto da Steiner per squalifica. Per quanto riguarda il roster di SmackDown!, l'incontro principale fu quello per il WWE Championship tra il campione Kurt Angle e lo sfidante Chris Benoit, che è stato vinto da Angle per sottomissione. Nell'undercard si è svolto un incontro di qualificazione per il Royal Rumble match tra Brock Lesnar e Big Show, vinto da Lesnar.

## Storyline
La costruzione del Royal Rumble match iniziò a Raw del 23 dicembre 2002, quando il general manager di Raw Eric Bischoff discusse del Royal Rumble match a cui avrebbero partecipato 15 wrestler di Raw e 15 di SmackDown, poiché sarebbe stata la prima Royal Rumble dopo la brand extension. La costruzione della Rumble continuò il 2 gennaio a SmackDown, dove venne mandata in onda una vignetta che annunciava il ritorno di The Undertaker e la sua partecipazione al Royal Rumble match. PIù tardi quella sera, Paul Heyman annunciò che Brock Lesnar e Big Show avrebbero lottato in un incontro di qualificazione per il Royal Rumble match alla Royal Rumble. Nella puntata di Raw del 6 gennaio, Chris Jericho e Shawn Michaels litigarono per chi avrebbe dovuto pescare il numero uno di entrata nel Royal Rumble match. Nella puntata di Raw del 13 gennaio, ebbe luogo un incontro di qualificazione per il Royal Rumble match in cui Jeff Hardy sconfisse Raven. Più tardi quella notte, Jericho sconfisse Batista, Kane e Rob Van Dam in un Over the top Challenge ottenendo così il diritto di scegliere un numero di entrata a sua scelts. Jericho scelse il numero 2 in quanto il numero 1 era già stato assegnato a Michaels.
Ad Armageddon, Kurt Angle vinse il WWE Championship contro Big Show dopo un'interferenza di Brock Lesnar. Prima di Armageddon, Angle promise a Lesnar che gli avrebbe fatto togliere la sospensione impostagli dopo le Survivor Series dalla General Manager di SmackDown Stephanie McMahon, se l'avesse aiutato a sconfiggere Big Show per il titolo. Nonostante Lesnar avesse aiutato Angle a vincere il titolo contro Big Show ad Armageddon, nella puntata di SmackDown del 19 dicembre 2002, Angle annunciò che Lesnar non avrebbe ottenuto la sua opportunità titolata. Difatti, Angle disse che Paul Heyman (quand'egli era ancora il manager di Brock) aveva incluso nel contratto di Lesnar un accordo che non prevedeva alcuna futura opportunità titolata, proprio per lo stesso Lesnar, nel caso in cui fosse stato sconfitto da un altro cliente di Heyman. Ciò avvenne, quando alle Survivor Series il nuovo cliente di Heyman, ossia Big Show, sconfisse Lesnar conquistando il WWE Championship. Così, Lesnar si trovò fuori dal giro titolato. Più tardi, in serata, Angle perse per squalifica in un match non titolato contro Chris Benoit, a causa dell'interferenza di Big Show che attaccò Benoit. Lesnar si presentò sul ring in aiuto di Benoit ed attaccò Angle, infortunandolo. Successivamente, Stephanie McMahon annunciò un match tra Show e Benoit per determinare il primo sfidante al titolo di Angle alla Royal Rumble; il match fu vinto da Benoit.
Alle Survivor Series, Scott Steiner ritornò in WWE dopo otto anni ed attaccò Matt Hardy e Christopher Nowinski. Successivamente, Steiner scelse di firmare un contratto esclusivo con SmackDown, ma poi decise di firmare per il roster di Raw. Ad Armageddon, Triple H sconfisse Shawn Michaels in un Three Stages of Hell match, conquistando il World Heavyweight Championship. Nella puntata di Raw del 16 dicembre 2002, Triple H tenne una cerimonia in suo onore per la vittoria del titolo, ma venne interrotto da Steiner che annunciò che all'interno del suo contratto vi era la possibilità di avere un'opportunità titolata. Così venne annunciato un match tra Triple H e Steiner, valido per il titolo di HHH, per la Royal Rumble.

## Evento
Prima della messa in onda dell'evento, Spike Dudley sconfisse Steven Richards a Sunday Night Heat dopo l'esecuzione della Dudley Dog.

### Match preliminari
Il primo match dell'evento fu tra Big Show e Brock Lesnar, in cui il vincitore avrebbe ottenuto la qualificazione per il Royal Rumble match. Dopo che Paul Heyman distrasse Lesnar, Big Show ne approfittò e colpì Lesnar con la Chokeslam, ma poi quest'ultimo si liberò dopo un conto di due. In seguito, Big Show tentò un'altra Chokeslam, ma Lesnar contrattaccò spingendo Big Show addosso a Heyman, il quale cadde dall'apron ring. Nel finale, Lesnar eseguì la F-5 su Big Show e lo schienò per vincere l'incontro e qualificarsi per il Royal Rumble match.
Il match successivo fu quello per il World Tag Team Championship tra la coppia campione William Regal e Lance Storm contro quella sfidante dei Dudley Boyz (Bubba Ray Dudley e D-Von Dudley). Durante il match, i Dudley Boyz tentarono di eseguire la 3D su Storm, ma Chief Morley interferì facendo scattare la squalifica. Tuttavia, l'arbitro si rifiutò di far terminare il match in squalifica e decise, dunque, di far continuare l'incontro. In seguito, Regal tentò di colpire con un tirapugni sia Bubba Ray che D-Von, ma questi evitarono l'attacco e colpirono Regal con la 3D. Successivamente, senza farsi vedere dall'arbitro, D-Von colpì Storm con il tirapugni per poi schienarlo e conquistare i titoli di coppia di Raw insieme a Bubba Ray.
Il terzo match fu tra Torrie Wilson e Dawn Marie. Nel finale, Torrie eseguì una swinging neckbreaker sulla Marie per poi schienarla e vincere il match.

### Match principali
Il match seguente fu quello valevole per il World Heavyweight Championship tra il campione Triple H e lo sfidante Scott Steiner. Durante il match, Steiner tentò di eseguire la Steiner Recliner su Triple H, ma Ric Flair interferì in favore di Triple H trascinandolo all'esterno del ring. In seguito, Steiner inseguì Flair per cercare di attaccarlo, ma l'arbitro intervenne e fermò Steiner. Triple H provò poi ad eseguire il Pedigree su Steiner, ma quest'ultimo contrattaccò colpendo il campione con un exploder suplex. Successivamente, Steiner tentò una military press slam, ma Triple H rovesciò la manovra in una neckbreaker, dalla quale Steiner si liberò dopo un conto di due. Dopodiché, Flair interferì ancora una volta e l'arbitro decise di espellerlo da bordo ring. Nel finale, Triple H colpì l'arbitro con lo sledgehammer facendo, così, terminare il match con la vittoria di Steiner per squalifica. Tuttavia, a causa della squalifica, Triple H mantenne il titolo. Al termine del match, Steiner applicò la Steiner Recliner su Triple H per poi tornarsene nel backstage.
Il quinto match della serata fu quello per il WWE Championship tra il campione Kurt Angle e lo sfidante Chris Benoit. Prima dell'inizio del match, il Team Angle (Charlie Haas e Shelton Benjamin) venne bandito da bordo ring. Durante il match, Benoit tentò di eseguire il diving headbutt, ma Angle schivò la manovra per poi tentare la Angle Slam. Benoit contrattaccò la mossa per poi rinchiudere Angle nella Sharpshooter, da cui il campione si liberò dopo aver toccato le corde del ring. Più avanti, Benoit provò a lanciarsi con un attacco aereo su Angle, ma l'Olympic Hero si rialzò per poi atterrare Benoit con un super belly to belly suplex dalla terza corda del ring. In seguito, Angle tentò la Angle Slam, ma Benoit rovesciò la manovra nella Crippler Crossface, dalla quale Angle evase dopo aver toccato le corde. Successivamente, Benoit applicò la Ankle Lock su Angle, ma quest'ultimo rovesciò la presa per poi intrappolare, a sua volta, Benoit all'interno della Ankle Lock. Benoit rovesciò la Ankle Lock nella Crippler Crossface, però Angle contrattaccò la sottomissione sollevando Benoit per poi stenderlo con la Angle Slam. Benoit si liberò poi dallo schienamento dopo un conto di due. Dopo un avvincente batti e ribatti, Benoit colpì Angle con una serie di german suplex per poi eseguire su di lui il diving headbutt, ma l'Olympic Hero evase dallo schienamento dopo un conteggio di due. Angle eseguì poi la Angle Slam su Benoit, ma il Rabid Wolverine si liberò dopo un conto di due. Nel finale, Benoit intrappolò Angle nella Crippler Crossface, ma il campione contrattaccò la presa per poi rinchiudere Benoit in una modified ankle lock per forzarlo alla resa e mantenere il titolo. Al termine del match, il pubblico riservò un'ovazione nei confronti di Benoit per lo splendido incontro appena disputato.
Il main event fu il Royal Rumble match. Il match iniziò con Shawn Michaels e Chris Jericho, i quali entrarono rispettivamente per primo e per secondo. Durante l'entrata di Jericho, Christian apparì vestito con il ring attire di Jericho per distrarre Michaels. Tale distrazione permise a Jericho di attaccare Michaels alle spalle colpendolo con un low-blow per poi colpirlo al volto con una sedia d'acciaio, aprendogli una vistosa ferita alla fronte. Dopo l'entrata di Christopher Nowinski (numero #3), Jericho eliminò Michaels dal match. I successivi entranti furono Rey Mysterio (numero #4), Edge (numero #5) e Christian (numero #6). Dopo la sua entrata, Christian abbracciò Edge, suo ex compagno di tag team, per formare un'alleanza con lui, ma Edge rifiutò e colpì Christian con la Spear per poi eseguire insieme a Mysterio un double missile dropkick ai danni di Nowinski. Dopo l'entrata di Chavo Guerrero (numero #7), Mysterio eliminò Nowinski dalla contesa gettandolo oltre la terza corda con una hurricanrana. Tuttavia, Mysterio venne immediatamente eliminato da Jericho dopo che quest'ultimo lo sorprese con una clothesline. I seguenti entranti furono Tajiri (numero #8), Bill DeMott (numero #9) e Tommy Dreamer (numero #10). Durante la sua entrata, Dreamer portò con sé sul ring un bidone della spazzatura pieno di kendo sticks, che utilizzò per colpire tutti i lottatori presenti sul quadrato. In seguito, Edge eliminò DeMott dopo averlo colpito al volto con una kendo stick. Jericho e Christian colpirono simultaneamente Dreamer al volto con dei coperchi dell'immondizia per poi gettarlo oltre la terza corda ed eliminarlo. Jericho eliminò poi anche Tajiri dopo aver contrattaccato un tentativo di Tarantula da parte di quest'ultimo. Il successivo entrante fu B² (numero #11), ma egli venne subito eliminato da Edge, il quale eliminò anche Chavo dopo l'esecuzione di una Spear sull'apron ring. Successivamente, Edge provò ad eliminare Jericho, ma Y2J rimase aggrappato alla corde. Dato che Edge e Christian si stavano per eliminare a vicenda, Jericho si riprese ed eliminò entrambi in un colpo solo. A questo punto del match, Jericho rimase da solo all'interno del ring, finché non entrò Rob Van Dam (numero #12). Dopo essere entrato sul ring, Van Dam attaccò Jericho per poi eseguire su di lui il Rolling Thunder. Dopo un batti e ribatti tra Van Dam e Jericho, Matt Hardy (numero #13) entrò sul ring e colpì Van Dam con il Side Effect. In seguito, Eddie Guerrero (numero #14) arrivò sul ring e formò una mini-alleanza con Hardy per attaccare Van Dam. Hardy colpì Van Dam con una scoop slam consentendo, così, a Guerrero di colpire Van Dam con la Frog Splash. Tuttavia, l'alleanza tra Hardy e Guerrero terminò subito dopo che Hardy eseguì la Twist of Fate su Guerrero. Il successivo entrante fu Jeff Hardy (numero #15), che attaccò suo fratello Matt colpendolo con la Twist of Fate per poi tentare di eseguire la Swanton Bomb. Shannon Moore (manager di Matt e non partecipante al match) cercò di proteggere il suo alleato dalla Swanton Bomb di Jeff, ma nonostante Moore aiutò Matt, Jeff eseguì lo stesso la manovra colpendo sia Matt che Moore. I successivi entranti furono Rosey (numero #16) e Test (numero #17). Dopo essere entrato, Test attaccò tutti per poi colpire Matt con la Pumphandle Slam. Test per poco non riuscì ad eliminare Jericho dal match, che si salvò rimanendo aggrappato alle corde. Il seguente entrante fu John Cena (numero #18), ma invece che entrare sul ring, Cena iniziò a fare freestyle all'esterno del quadrato, finché Van Dam non lo attaccò per poi gettarlo sul ring. Dopodiché, Charlie Haas (numero #19) arrivò sul ring e attaccò Matt. Successivamente, Jeff tentò di eseguire una manovra aerea dalla terza corda, ma Van Dam lo spinse all'esterno del ring e lo eliminò dal match. Rikishi (numero #20) entrò poi sul ring ed iniziò a lottare contro Rosey. In seguito, fu il turno di Jamal (numero #21), che si alleò con l'altro membro dei 3-Minute Warning (Rosey) per contrastare Rikishi. Allo stesso tempo, Jericho per poco non eliminò Van Dam dalla contesa. Il successivo entrante fu Kane (numero #22), che iniziò a dominare tutti i partecipanti per poi eliminare Rosey dopo l'esecuzione di un back body drop. Dopo aver eliminato Rosey, Kane tentò di eliminare Jericho, ma quest'ultimo si salvò. Pochi attimi dopo, fu il turno di Shelton Benjamin (numero #23), il quale si alleò con Haas, suo compagno nel Team Angle. In seguito, Booker T (numero #24) arrivò sul ring e colpì Kane e Matt rispettivamente con il Scissors Kick e con un flapjack. Booker eliminò poi Guerrero dopo averlo gettato oltre la terza corda con un back body drop. Dopodiché, A-Train (numero #25) entrò sul ring e dominò tutti i partecipanti per poi eseguire la Derailer su Cena, un Train Wreck su Benjamin e un'altra Derailer su Van Dam, prima di ricevere un Savate Kick da parte di Rikishi. Pochi istanti dopo, Shawn Michaels rientrò sul ring per vendicarsi di Jericho aiutando, così, Test ad eliminare Jericho dal match. Dopo che Jericho venne eliminato, Michaels continuò ad attaccarlo, finché la sicurezza non li divise per poi riportali nel backstage. I successivi entranti furono Maven (numero #26) e Goldust (numero #27). Goldust venne velocemente eliminato da Haas e Benjamin. Booker provò poi a vendicare l'eliminazione di Goldust, ma anche lui venne eliminato da Haas e Benjamin. In seguito, Batista (numero #28) entrò sul ring ed iniziò a dominare chiunque per poi eliminare Test e Rikishi. Il seguente entrante fu Brock Lesnar (numero #29), che eliminò sia Haas che Benjamin per poi eliminare dal match anche Matt, lanciandolo con la F-5 sopra a Haas e Benjamin. L'ultimo entrante fu The Undertaker (numero #30), che ritornò in azione dopo tre mesi di infortunio. Salito sul ring, The Undertaker eliminò Cena e Jamal. In seguito, Maven tentò di eliminare The Undertaker con un dropkick per il secondo anno consecutivo, ma l'American Badass non si scompose e colpì Maven con la Chokeslam per poi eliminarlo dal match. Successivamente, A-Train eseguì la Derailer su The Undertaker, mentre Kane colpì Lesnar con la Chokeslam. Kane e Van Dam si allearono poi per eliminare A-Train con una double clothesline. Tuttavia, l'alleanza tra Kane e Van Dam finì dopo che Kane gettò Van Dam oltre la terza corda del ring con una gorilla press slam, eliminandolo. Rimasti in quattro, Kane e Batista attaccarono Lesnar e The Undertaker. Batista colpì The Undertaker con la spinebuster, ma poi subì un belly to belly suplex da parte di Lesnar. Lesnar eseguì la F-5 su Kane, ma fu poi colpito dal big boot e dalla Tombstone Piledriver di The Undertaker. In seguito, The Undertaker eliminò Batista e poi anche Kane. Arrabbiato per l'eliminazione, Batista prese una sedia d'acciaio per tentare di colpire The Undertaker, ma l'American Badass schivò l'attacco colpendo Batista con un big boot e con la sedia. The Undertaker si distrasse con il già eliminato Batista e, dato ciò, Lesnar approfittò della situazione per eliminare The Undertaker e vincere il Royal Rumble match.

## Risultati
| #    | Match                                                                  | Stipulazioni                                         | Durata |
| ---- | ---------------------------------------------------------------------- | ---------------------------------------------------- | ------ |
| Heat | Spike Dudley ha sconfitto Steven Richards (con Victoria)               | Single match                                         | 03:36  |
| 1    | Brock Lesnar ha sconfitto Big Show (con Paul Heyman)                   | Single match di qualificazione al Royal rumble match | 06:29  |
| 2    | I Dudley Boyz hanno sconfitto Lance Storm e William Regal (c)          | Tag team match per il World Tag Team Championship    | 07:24  |
| 3    | Torrie Wilson ha sconfitto Dawn Marie                                  | Single match                                         | 03:36  |
| 4    | Scott Steiner ha sconfitto Triple H (c) (con Ric Flair) per squalifica | Single match per il World Heavyweight Championship   | 18:14  |
| 5    | Kurt Angle (c) ha sconfitto Chris Benoit per sottomissione             | Single match per il WWE Championship                 | 19:49  |
| 6    | Brock Lesnar ha vinto eliminando per ultimo The Undertaker             | Royal rumble match                                   | 53:41  |

## Royal rumble match
– Wrestler di Raw

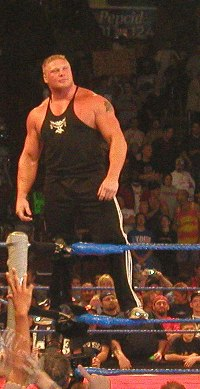
Brock Lesnar, vincitore del Royal rumble match

     – Wrestler di SmackDown!
     – Vincitore
| #   | Superstar            | Ordine | Eliminato da                    | Tempo | N° eliminazioni |
| --- | -------------------- | ------ | ------------------------------- | ----- | --------------- |
| 1°  | Shawn Michaels       | 1°     | Chris Jericho                   | 02:31 | 0               |
| 2°  | Chris Jericho        | 14°    | Test                            | 38:54 | 6               |
| 3°  | Christopher Nowinski | 2°     | Rey Mysterio                    | 04:37 | 0               |
| 4°  | Rey Mysterio         | 3°     | Chris Jericho                   | 05:55 | 1               |
| 5°  | Edge                 | 10°    | Chris Jericho                   | 11:03 | 3               |
| 6°  | Christian            | 9°     | Chris Jericho                   | 09:03 | 1               |
| 7°  | Chavo Guerrero       | 8°     | Edge                            | 07:10 | 0               |
| 8°  | Tajiri               | 6°     | Chris Jericho                   | 05:41 | 0               |
| 9°  | Bill DeMott          | 4°     | Edge                            | 02:13 | 0               |
| 10° | Tommy Dreamer        | 5°     | Chris Jericho e Christian       | 00:48 | 0               |
| 11° | B²                   | 7°     | Edge                            | 00:24 | 0               |
| 12° | Rob Van Dam          | 26°    | Kane                            | 32:56 | 2               |
| 13° | Matt Hardy           | 21°    | Brock Lesnar                    | 27:13 | 0               |
| 14° | Eddie Guerrero       | 13°    | Booker T                        | 16:29 | 0               |
| 15° | Jeff Hardy           | 11°    | Rob Van Dam                     | 07:26 | 0               |
| 16° | Rosey                | 12°    | Kane                            | 10:16 | 0               |
| 17° | Test                 | 17°    | Batista                         | 18:45 | 1               |
| 18° | John Cena            | 22°    | The Undertaker                  | 19:38 | 0               |
| 19° | Charlie Haas         | 19°    | Brock Lesnar                    | 17:17 | 2               |
| 20° | Rikishi              | 18°    | Batista                         | 14:10 | 0               |
| 21° | Jamal                | 23°    | The Undertaker                  | 16:07 | 0               |
| 22° | Kane                 | 28°    | The Undertaker                  | 20:24 | 3               |
| 23° | Shelton Benjamin     | 20°    | Brock Lesnar                    | 10:55 | 2               |
| 24° | Booker T             | 16°    | Charlie Haas e Shelton Benjamin | 06:20 | 1               |
| 25° | A-Train              | 25°    | Kane e Rob Van Dam              | 11:33 | 0               |
| 26° | Maven                | 24°    | The Undertaker                  | 08:19 | 0               |
| 27° | Goldust              | 15°    | Charlie Haas e Shelton Benjamin | 00:47 | 0               |
| 28° | Batista              | 27°    | The Undertaker                  | 09:55 | 2               |
| 29° | Brock Lesnar         | —      | Vincitore                       | 08:59 | 4               |
| 30° | The Undertaker       | 29°    | Brock Lesnar                    | 06:45 | 5               |